# Giudice popolare
Il giudice popolare, in Italia, è un cittadino chiamato a comporre le Corti di assise e le Corti di assise d'appello. La disciplina principale è contenuta nella legge 10 aprile 1951, n. 287.

## Requisiti e nomina
I giudici popolari sono estratti a sorte tra i cittadini italiani, di entrambi i sessi, che abbiano chiesto l'iscrizione nell'apposito albo presso il comune di residenza. L'iscrizione all'albo è permanente. L'aggiornamento dello stesso avviene a cadenza biennale, con l'inserimento dei nominativi dei richiedenti che soddisfino i requisiti previsti dalla legge:
- godimento dei diritti civili e politici;
- buona condotta morale;
- età non inferiore ai 30 anni e non superiore ai 65;
- il possesso di un adeguato titolo di studio: scuola secondaria di primo grado per i componenti della corte d'assise e scuola secondaria di secondo grado, per quelli della corte d'assise d'appello.[3]

In ogni caso sono esclusi i magistrati e i funzionari in servizio appartenenti o addetti all'ordinamento giudiziario; gli appartenenti alle forze armate italiane e a qualsiasi organo di polizia; i ministri di qualsiasi culto e i religiosi di ogni ordine e congregazione.
Gli elenchi così redatti sono trasmessi al presidente del tribunale nella relativa circoscrizione giudiziaria il quale, a fronte della necessità, estrae a sorte i nominativi. 
L'ufficio di giudice popolare è obbligatorio. Eventuali cancellazioni dall'albo possono avvenire solo in caso di assenza o perdita dei requisiti o su istanza di parte nei casi previsti dalla legge o per impossibilità oggettive di assolvimento della funzione.

## Durata e funzioni
I giudici popolari che compongono la Corte d'assise sono in carica per un trimestre. Nel caso in cui nel trimestre abbiano inizio dibattimenti di Corte d'Assise, per tali processi la carica dura fino alla conclusione dei dibattimenti, quindi anche oltre il trimestre interessato. Nel caso di partecipazione a udienze processuali, sono dovuti compensi giornalieri e rimborsi come per legge.
Il giudice popolare, insieme ai due giudici togati (presidente e giudice a latere) partecipa alle udienze e alle decisioni contenute nelle sentenze. Altri giudici popolari possono partecipare alle udienze in qualità di supplenti, subentrando eventualmente ai titolari in caso di loro impedimento. Nell'esercizio delle sue funzioni, il giudice popolare riveste la qualifica di pubblico ufficiale.

## Analisi giuridica
Questa forma di partecipazione dell'elemento popolare al giudizio penale, nel quale il giudice popolare siede insieme con quello togato (e unitamente a quest'ultimo decide tanto il fatto quanto il diritto), è tradizionalmente detta degli scabini, per distinguerla da quella, detta dei giurati o della giuria, in cui invece il giudice popolare funziona "a sé stante". L'affiancamento del giudice togato a quello popolare, se da un lato accresce la capacità tecnica del collegio (consentendo anche la motivazione della pronuncia), dall'altro "rende troppo facile la prevalenza della capacità tecnica e legale" del magistrato togato.